# Monnina herrerae
Monnina herrerae är en jungfrulinsväxtart som beskrevs av Ramón Alejandro Ferreyra. Monnina herrerae ingår i släktet Monnina och familjen jungfrulinsväxter. Inga underarter finns listade i Catalogue of Life.